# 1413
| 1413               |
| ------------------ |
| Dødsfald - Fødsler |
|                    |

| Gregoriansk kalender | 1413 MCDXIII            |
| Ab urbe condita      | 2166                    |
| Armensk kalender     | 862 ԹՎ ՊԿԲ              |
| Kinesiske kalender   | 4109 – 4110 壬辰 – 癸巳 |
| Etiopisk kalender    | 1405 – 1406             |
| Jødisk kalender      | 5173 – 5174             |
| Hindukalendere       |                         |
| - Vikram Samvat      | 1468 – 1469             |
| - Shaka Samvat       | 1335 – 1336             |
| - Kali Yuga          | 4514 – 4515             |
| Iransk kalender      | 791 – 792               |
| Islamisk kalender    | 816 – 817               |

Konge i Danmark: Erik 7. 1396-1439
Se også 1413 (tal)